# Estadio Independiente MRCI
El Estadio Independiente MRCI es un estadio de fútbol ubicado en San Jerónimo Tlacochahuaya, actualmente estadio oficial de Chapulineros de Oaxaca.
El estadio desde su inicio de construcción ha sido utilizado con fines totalmente deportivos teniendo distintos partidos de fútbol con equipos del sector amateur, así como copas y ligas organizadas por las comunidades vecinas, sin embargo, la meta principal desde un principio fue la de tener un estadio propio para el equipo de Chapulineros de Oaxaca así como su función de Casa Club para sus jugadores.
Cuenta con una cancha de pasto sintético con las medidas oficiales de la Federación Mexicana de Fútbol y sus gradas tienen una capacidad para 5,000 personas, además, cuenta con área de juegos para niños, 2 cafeterías y 2 baños para el público en general.
Su construcción inició el 19 de enero de 2017.

## Datos Geográficos

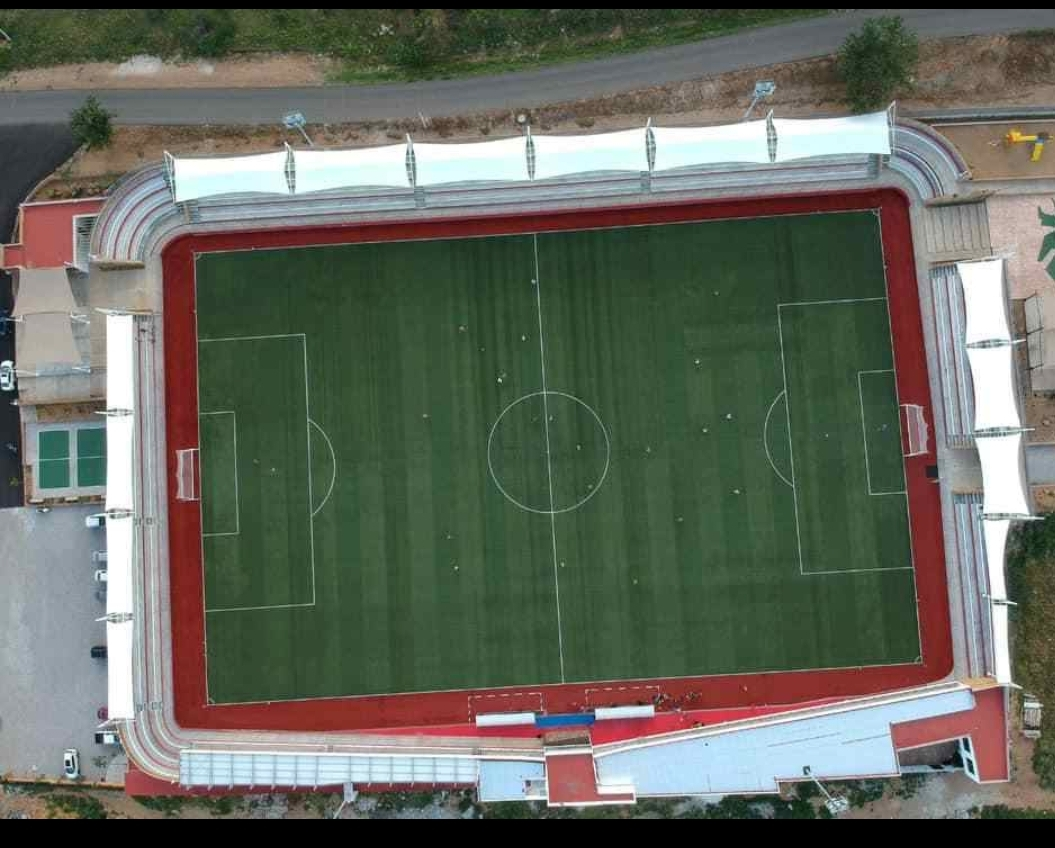
Vista aérea del Estadio Independiente MRCI

El Estadio se encuentra ubicado en el paraje Lodani y Cuedani en jurisdicción municipal de San Jerónimo de Tlacochahuaya, Tlacolula de Matamoros en el Estado de Oaxaca.
Colinda al norte con el municipio de Teotitlán del Valle; al sur con San Sebastián Abasolo y San Juan Guelavía; al oeste con San Francisco Lachigoló; al este con Villa Díaz Ordáz y Santa Ana del Valle. 
El municipio se rodea de los cerros DAN-RI (cerro del cántaro en zapoteco), DANIVELOO Y CERRO NEGRO (también conocido como cerro León o de la azucena).
Se encuentra a 25 kilómetros de la capital oaxaqueña, en las coordenadas 17°00’ de latitud norte y 96°09’ de latitud oeste, a una altitud de 1180 metros sobre el nivel del mar y tiene una extensión aproximada de 37,81 km².

## Infraestructura
El Estadio Independiente MRCI cuenta con:
- Cancha de pasto sintético con medidas oficiales
- Bancas de Local y Visitante
- Gradas para acceso general
- Palcos con baños propios
- 2 Estacionamientos
- 2 Cafeterías
- 3 Vestidores con baño propio
- 2 baños para público en general
- 2 Áreas de juegos infantiles
- Dormitorios

El acceso está restringido en distintas zonas del estadio sólo para personal autorizado.

## Estadio oficial de Chapulineros de Oaxaca

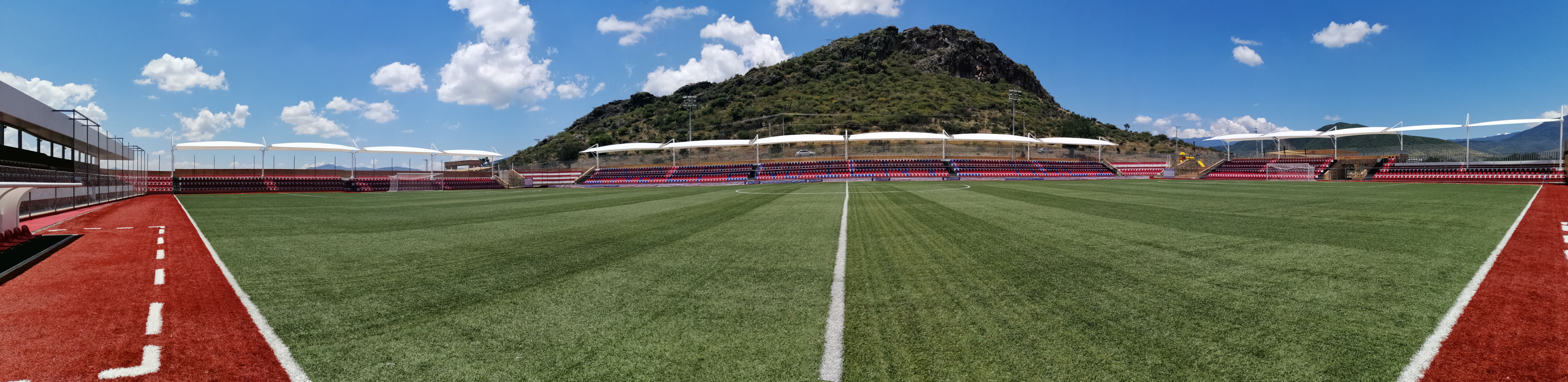
Panorámica del Estadio

Desde antes de ser oficial, el equipo de Chapulineros de Oaxaca ya jugaban esporádicamente en el Estadio Independiente MRCI, esto debido a distintos eventos que su anterior sede, la cancha anexa al Instituto Tecnológico de Oaxaca, más conocida como "microestadio" contemplaba otros eventos en las fechas de sus juegos, es por esta misma razón que se optó por el cambio de sede del equipo contemplando al Estadio Independiente MRCI como su primera opción.
El Estadio Independiente MRCI fue dado de alta como estadio oficial del equipo profesional de Tercera División Profesional de fútbol, Chapulineros de Oaxaca, a partir de su Jornada 19 de la temporada 2018-2019 de la Liga TDP contra Atlético Ixtepec teniendo un marcador de 3 - 1 a favor de Chapulineros.
De igual forma, para la temporada 2019-2020 fue confirmado como Estadio Oficial para los dos equipos profesionales de Chapulineros de Oaxaca, ya que para esta temporada consiguieron participar en la Liga Premier Serie B y Tercera División Profesional.